# Flik 6
La Fliegerkompanie 6 (abbreviata in Flik 6) era una delle squadriglie della Kaiserliche und Königliche Luftfahrtruppen nata nel 1914.

## Storia

### Prima guerra mondiale
Prima dello scoppio della guerra, la squadriglia fu fondata il 1º febbraio 1914 a Mostar. Alcune squadriglie, inclusa la sesta, partirono per il fronte serbo-montenegrino prima che la guerra fosse iniziata. 
Il 28 luglio 1914 scoppiò la guerra con il Regno di Serbia.
Dopo il successivo mese di ottobre va al campo di aviazione di Igalo, oggi in Montenegro.
Nel novembre 1914 Julius Arigi divenne un pilota e fu assegnato alla Flik 6. 
Il reparto disponeva dei Lohner B.II, Lohner B.VI e Lohner B.VII con i quali cercava sulle montagne le truppe serbe e montenegrine.
Nell'anno 1914 in un periodo di 133 giorni la squadriglia eseguì 622 sortite.
Nell'ottobre del 1915, Julius Arigi in volo su un Lohner B.VII serie 17.19, fu costretto ad un atterraggio di fortuna dietro le linee montenegrine, a causa di un guasto al motore. Fatto prigioniero ed inviato al campo di concentramento, cercò di scappare per ben cinque volte, finché nel gennaio 1916 la fuga riuscì ed in compagnia di altri cinque compagni, rubando la limousine Fiat del principe Nicola I del Montenegro riuscì a raggiungere le linee austriache.
L'attacco alla Serbia iniziò il 6 ottobre 1915 causando la ritirata dell'esercito serbo in Montenegro. Nel gennaio del 1916 avvenne la caduta della fortezza montenegrina di Lovcen.
Dal gennaio 1916 la Flik 6 venne trasferita sul campo di Scutari, in Albania, con un distaccamento dislocato sul campo di Kavaja.
I principali oppositori degli aviatori austro-ungarici della Flik 6 in Albania, erano gli italiani della 34ª Squadriglia di stanza a Krionero (Valona). Occasionali missioni avevano come obiettivo infrastrutture militari o industriali dislocate sul territorio italiano, a Bari e Brindisi. 
In una di queste, Arigi a bordo di un Lohner B.VII, riuscì ad affondare un piroscafo italiano nel porto di Valona. 
Il 22 agosto 1916 cinque Farman della 34ª squadriglia sono in volo per un'azione di bombardamento, combinata con gli idrovolanti della Regia Marina, contro il porto di Durazzo.
Arigi chiede il permesso di decollare per intercettare gli incursori ma gli viene negato perché sul campo non sono disponibili ufficiali come osservatori.
Dopo aver reiterato più volte la richiesta, solo quando il rumore dei motori dei velivoli italiani, la cui rotta di avvicinamento è prossima alla base di Kavaja, si ode ben distinto in lontananza, Arigi rompe gli indugi e decolla con l'Hansa-Brandenburg C.I serie 61.64 con il Feldwebel Johann Lasi come osservatore.
Nella battaglia che segue, cinque dei sei Farman abbattuti sono attribuiti ad Arigi. In realtà quel giorno il Comando italiano registrò la perdita di soli due Farman: il Farman 1707 del sergente Leonida Schiona e del capitano osservatore Franco Scarioni e quello del caporale Francesco Rossi e del tenente osservatore Attilo Viziano). Gli equipaggi sono salvati dell'Ardente (cacciatorpediniere) della Regia Marina. Gli altri tre rientrano regolarmente alla base.
Il 4 settembre 1916 in un nuovo duello aereo, Arigi consegue una nuova vittoria facendo precipitare il Farman del caporale Castelletta e del capitano Pesci, causando la morte di quest'ultimo.
Arigi venne trasferito sul fronte italiano dell'Isonzo alla fine del 1916.
Béla Macourek alla fine di agosto 1917 arrivò alla Flik 6 ed il 20 settembre ha ricevuto il distintivo da pilota. Il 6 luglio 1918 su Aviatik D.I riuscì a colpire un francese non identificato su Fier. Sempre quel giorno colpisce un bombardiere Caproni Ca.33 a quattro posti dell'11ª Squadriglia nell'area di Mifol.
Il 6 aprile 1918, quando Arigi ritorna alla Flik 6 sul fronte albanese, ha conseguito 25 vittorie. 
Il 17 aprile 1918, pilotando un Aviatik D.I 238.30 raggiunge la sua 26ª vittoria abbattendo un Nieuport nei pressi di Singjerc.
Il 27 maggio, pilotando l'Aviatik D.I 238.51 consegue i suoi ultimi successi sul fronte albanese abbattendo due idrovolanti sopra Durazzo.
Nell'estate del 1918, Arigi torna a Igalo in Dalmazia alla Flik 1J. Qui ha modo di pilotare gli ultimi tipi di caccia dell'aviazione austro-ungarica, e di scontrarsi con gli apparecchi Britannici dell'Adriatic Group della RAF che durante la stessa estate, dalle loro basi in Puglia, attaccano ripetutamente la base navale Austro-Ungarica nelle Bocche di Cattaro. Nello stesso periodo, riceve due Aviatik D.I serie 338.01 e 336.2 per il suo uso personale. Con il secondo di questi aerei, Arigi consegue le sue ultime vittorie a danno di due idrovolanti italiani. La sua 32ª vittoria la ottiene con il 338.01.
Julius Arigi è richiamato a Hennersdorf.
Gli assi della squadriglia hanno ottenuto un totale di 16 vittorie aeree certificate.
Al termine della guerra, a seguito dei trattati di pace, la forza aerea era scomparsa come arma nella Monarchia e, di conseguenza, la squadriglia viene abolita.
Dei piloti della squadriglia diventati Asso dell'aviazione che conseguirono vittorie nell'unità, due di loro avevano la cittadinanza ungherese:
- Julius Arigi con 9 vittorie
- Johann Lasi con 5 vittorie
- Béla Macourek con 2 vittorie.